# Opel Calibra
Opel Calibra je sportovní automobil německé automobilky Opel. I přes to, že jeho výroba už neběží, tak se dodnes jedná o oblíbený vůz. Vyráběla se od roku 1989 do roku 1997. Celkem bylo vyrobeno 239 118 kusů.
Vozidlo je odvozeno z Vectry A a sdílí s ním řadu technických řešení. I jízdní vlastnosti jsou podobné. Na svou dobu měl vůz pokrokovou aerodynamickou karoserii se součinitelem odporu Cx 0,26. Ten byl v té době nejlepší u sériového vozu. Autorem designu byl Wayne Cherry, vrchní designér evropské pobočky General Motors. V roce 1990 se objevil pohon všech čtyř kol. Až do roku 1995 probíhala výroba v Rüsselsheimu. Poté se výroba přesunula do továrny Valmet Automotive ve finském Uusikaupunki. Kladně hodnocen byl vzhled a výkon přeplňovaného motoru. Mezi negativa patří spolehlivost typu 4x4 a jízdní vlastnosti.
Ačkoliv Opel tvrdí, že Calibra nemá nástupce, mohl by se do jisté míry za jejího nástupce považovat model Opel Astra Coupé, vycházející z Astry G, který má s Calibrou velmi podobnou siluetu karoserie, ale zároveň si zachovává typické prvky modelu Astra G. V Británii se jeho nástupce stal vůz Vauxhall Monaro, který byl upraven z australského vozu Holden Monaro.

## Motory
Zpočátku výroby byl automobil osazen jednotkami 2,0i 85 kW a 2,0i 16V 110 kW. V roce 1992 přibyl přeplňovaný dvoulitr s výkonem 150 kW a pohonem všech kol. O rok později byla nabídka rozšířena o vidlicový šestiválec 2,5i, který nabízel 125 kW.
Roku 1994 byl motor 2,0i 16V 110 kW nahrazen o 10 kW slabším agregátem, který však splňoval přísnější emisní normu, a v roce 1996 se úprav dočkal i šestiválec.
Rozvody jsou u všech motorů poháněné ozubeným řemenem.
- 2,0i C20NE, SOHC, 85 kW, 1989–1997
- 2,0i 16V C20XE, DOHC, 110 kW, 1989–1994, Červené víko ventilů
- 2,0i 16V Ecotec X20XEV, DOHC, 100 kW, 1994–1997
- 2,0i 16V Turbo 4×4 C20LET, DOHC, 150 kW, 1992–1996
- 2,5i V6 C25XE, 2 × DOHC, 125 kW, 1993–1996
- 2,5i V6 Ecotec X25XE, 2 × DOHC, 125 kW, 1996–1997

| Model              | Kód motoru      | Počet válců     | Počet ventilů   | Ventilový rozvod | Vrtání × zdvih [mm] | Zdvihový objem [cm3] | Kompresní poměr | Příprava směsi  | Přeplňování     | Max. výkon [kW (k) při ot./min] | Max. točivý moment [Nm při ot./min] | Období výroby   |
| Zážehové motory    | Zážehové motory | Zážehové motory | Zážehové motory | Zážehové motory  | Zážehové motory     | Zážehové motory      | Zážehové motory | Zážehové motory | Zážehové motory | Zážehové motory                 | Zážehové motory                     | Zážehové motory |
| ------------------ | --------------- | --------------- | --------------- | ---------------- | ------------------- | -------------------- | --------------- | --------------- | --------------- | ------------------------------- | ----------------------------------- | --------------- |
| 2,0i               | C20NE           | R4              | 8V              | SOHC             | 86,0 × 86,0         | 1998                 | 9,2:1           | MPI             | ne              | 85 (115) při 5200               | 170 při 2600                        | 1989–1997       |
| 2,0i 16V           | C20XE           | R4              | 16V             | DOHC             | 86,0 × 86,0         | 1998                 | 10,5:1          | MPI             | ne              | 110 (150) při 6000              | 196 při 4800                        | 1989–1994       |
| 2,0i 16V Ecotec    | X20XEV          | R4              | 16V             | DOHC             | 86,0 × 86,0         | 1998                 | 10,8:1          | MPI             | ne              | 100 (136) při 5600              | 185 při 4000                        | 1994–1997       |
| 2,0i 16V Turbo 4×4 | C20LET          | R4              | 16V             | DOHC             | 86,0 × 86,0         | 1998                 | 9,0:1           | MPI             | T, IC           | 150 (204) při 5600              | 280 při 2400                        | 1992–1996       |
| 2,5i V6 24V        | C25XE           | V6              | 24V             | 2 × DOHC         | 81,6 × 79,6         | 2498                 | 10,8:1          | MPI             | ne              | 125 (170) při 6000              | 227 při 4200                        | 1993–1996       |
| 2,5i V6 24V Ecotec | X25XE           | V6              | 24V             | 2 × DOHC         | 81,6 × 79,6         | 2498                 | 10,8:1          | MPI             | ne              | 125 (170) při 5800              | 230 při 3200                        | 1996–1997       |